# 明倫社會住宅
25°04′23″N 121°31′11″E / 25.072939°N 121.519795°E

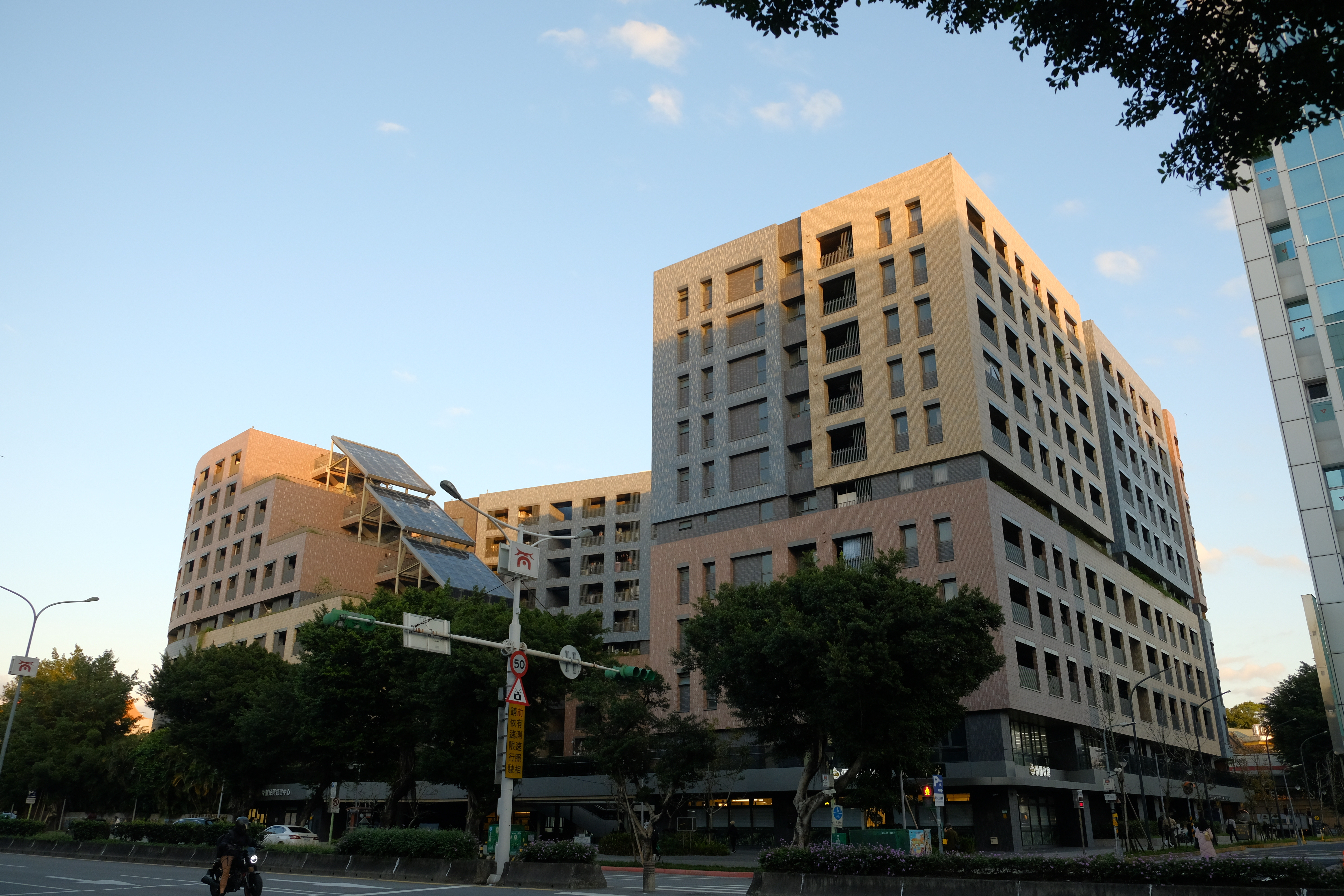
明倫社會住宅

明倫社會住宅是位在中華民國臺灣省臺北市大同區的社會住宅，2017年動工，2020年完工，共有380戶。此社宅之土地原為臺北市大同區明倫國民小學，2013年廢校後，臺北市政府都市發展局將其規劃在此設立社會住宅。

## 介紹

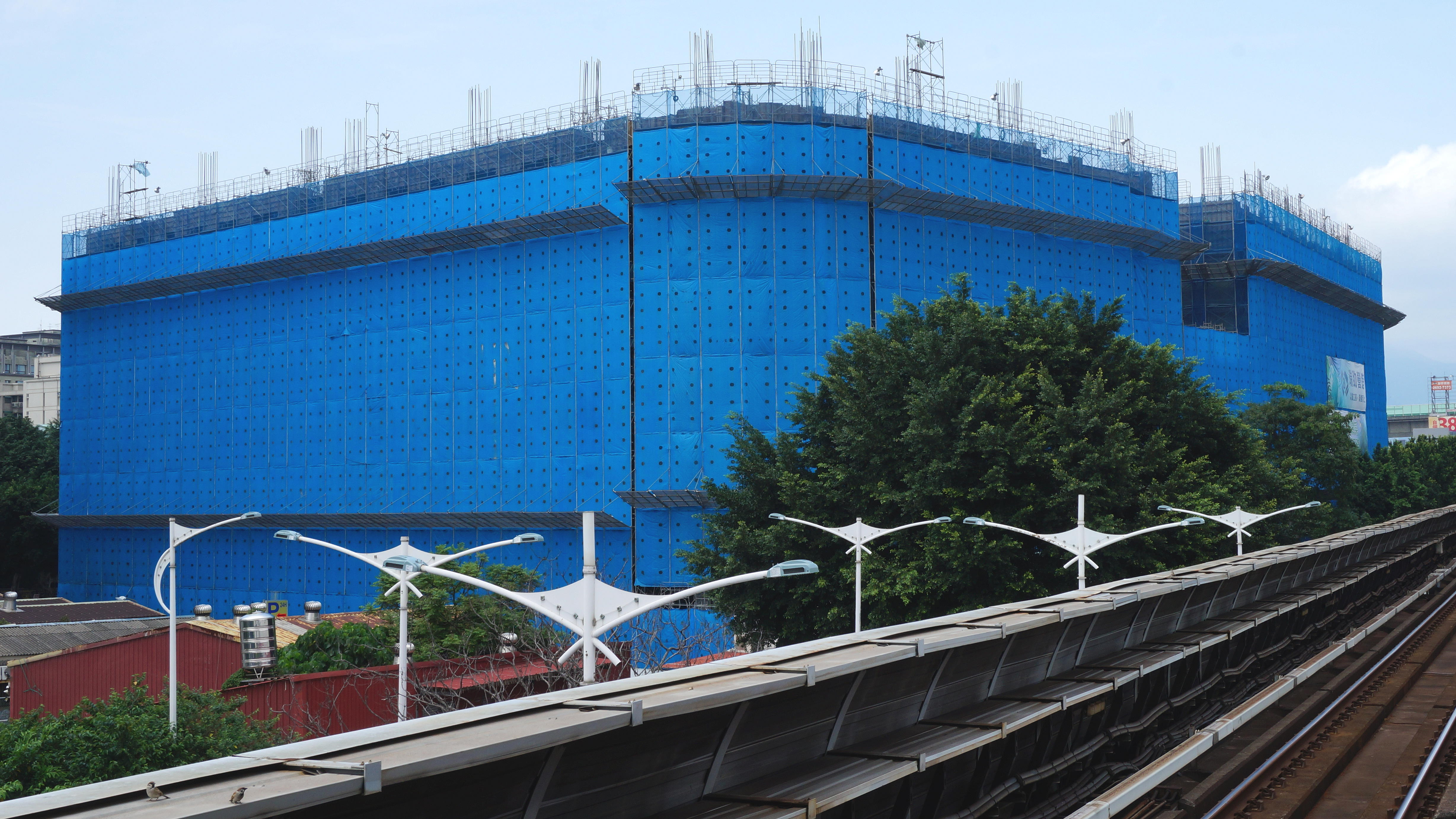
明倫社會住宅新建工地

民國53年（1964年），「明倫國民學校」創立，校名來自鄰近的臺北孔子廟明倫堂，而附近尚有明倫高中；於民國57年（1968年），因應中華民國九年國民教育實施而改稱「明倫國民小學」。明倫國小一直是大同區規模最小的學校，也是最晚設立的國小。臺北市政府考量少子化的影響，並為有效運用教育資源，在2013年決定將明倫國小併入鄰近的大龍國小，並在之後將其規劃為中繼住宅預定地。民國102年（2013年）6月30日明倫國小廢校，民國106年（2017年）3月拆除。
明倫社宅在民國106年（2017年） 3月動工，民國109年（2020年）年完工、同年11月開放申請，首批住戶在隔年3月入住。明倫社宅是柯文哲市府任內第一處從無到有規劃的社會住宅。明倫社宅的租金定價雖低於市場行情，但其三房型的月租金仍超過新台幣四萬元，在當時引發社會議論，認為租金定價過高。

## 外部連結
- 明倫社會住宅  臺北市政府安心樂租網